# Leptocladiella
Leptocladiella là một chi rêu trong họ Hylocomiaceae.